# Alexander Madlung
Alexander Madlung (Braunschweig, Alemania, 11 de julio de 1982) es un futbolista alemán que jugaba de defensa central.

## Biografía

### Selección nacional
Ha sido internacional con la Selección de fútbol de Alemania en 2 ocasiones, su debut se produjo el 7 de octubre de 2006 enfrentando a la Selección de fútbol de Georgia ganando (2-0).

## Clubes
| Club                | País     | Año        | PJ (Goles) |
| ------------------- | -------- | ---------- | ---------- |
| Hertha Berlín       | Alemania | 2003-2006  | 81 (11)    |
| VfL Wolfsburgo      | Alemania | 2006-2013  | 166 (12)   |
| Eintracht Fráncfort | Alemania | 2014- 2015 | 38 (6)     |
| Fortuna Düsseldorf  | Alemania | 2015-2017  | 34 (1)     |

## Palmarés

### Campeonatos nacionales
| Título     | Club           | País     | Año  |
| ---------- | -------------- | -------- | ---- |
| Bundesliga | VfL Wolfsburgo | Alemania | 2009 |